# Trompe le Monde
Trompe le Monde is het vierde studioalbum van de Amerikaanse band Pixies. Het album kwam uit in september 1991 bij 4AD. In de Verenigde Staten kwam het album uit bij Elektra. Na de surfpop van Bossanova keerde de band weer terug naar het geluid van eerdere albums.
De titel van het album is vernoemd naar de naam van het eerste nummer van het album, Trompe le Monde, wat "De wereld voor de gek houden" betekent. 

## Nummers
Alle nummers zijn geschreven door Frank Black, behalve "Head On" (William Reid/Jim Reid van The Jesus and Mary Chain).
1. "Trompe le Monde" – 1:48
2. "Planet of Sound" – 2:06
3. "Alec Eiffel" – 2:50
4. "The Sad Punk" – 3:00
5. "Head On" – 2:13
6. "U-Mass" – 3:01
7. "Palace of the Brine" – 1:34
8. "Letter to Memphis" – 2:39
9. "Bird Dream of the Olympus Mons" – 2:48
10. "Space (I Believe In)" – 4:18
11. "Subbacultcha" – 2:09
12. "Distance Equals Rate Times Time" – 1:24
13. "Lovely Day" – 2:05
14. "Motorway to Roswell" – 4:43
15. "The Navajo Know" – 2:20

## Muzikanten
- Black Francis - zang, gitaar
- Kim Deal - basgitaar, zang
- David Lovering - drumstel
- Joey Santiago - gitaar
- Eric Drew Feldman - keyboard, piano
- Jef Feldman - percussie